# Flyswatter
A Flyswatter a blink-182 első albuma, 1993-ban adták ki, az eredeti változatot exdobosuk Scott Raynor lakásában vették fel, így a minősége miatt még nem ért el osztatlan sikert a pop-punk zene rajongók közt. Viszont kezdeti (a Poway High Schoolban tett) fellépéseikhez teljesen megfelelt.
Az album dalai
1. Reebok Commercial
2. Time
3. Red Skies
4. Alone
5. Point of View
6. Marlboro Man
7. The Longest Line
8. Freak Scene